# Arredio-de-papo-manchado
O Arredio-de-papo-manchado (Cranioleuca sulphurifera) é uma espécie de ave da família Furnariidae.
Pode ser encontrada nos seguintes países: Argentina, Brasil e Uruguai.
Os seus habitats naturais são: pântanos.